# Elijah Cummings
Elijah Eugene Cummings (Baltimora, 18 gennaio 1951 – Baltimora, 17 ottobre 2019) è stato un politico e avvocato statunitense, membro della Camera dei rappresentanti per lo stato del Maryland.

## Biografia
Dopo gli studi alla Howard University (dove fu membro della Students' Union), Cummings ottenne un bachelor in scienze politiche e successivamente si laureò in legge. Cummings esercitò la professione di avvocato per diciannove anni prima di entrare al Congresso.
Nel 1996 il deputato Kweisi Mfume si dimise dalla Camera per dirigere la NAACP e così Cummings si candidò per occupare il suo seggio. Il forte tasso di residenti afroamericani nel distretto consentì a Cummings di venire eletto. Da quel momento fu sempre riconfermato senza opposizione sostanziale e sempre con percentuali di voto superiori al 70%.
Esponente dell'ala liberal, Elijah Cummings era membro del Congressional Progressive Caucus e del Congressional Black Caucus.
Dopo la fine del primo matrimonio, Cummings si risposò con Maya Rockeymoore, una nota scrittrice e analista politica.